# 静岡県道401号・神奈川県道736号御殿場箱根線
静岡県道401号・神奈川県道736号御殿場箱根線（しずおかけんどう401ごう・かながわけんどう736ごう ごてんばはこねせん）は静岡県御殿場市茱萸沢から神奈川県足柄下郡箱根町仙石原に至る一般県道である。県境の長尾峠で路線番号が変わる。

## 概要
国道138号の旧道であり、御殿場バイパス（御殿場市中心部）の旧道部分と乙女道路（県境付近）の旧道部分で構成される。後者は以前は深沢仙石原線であった。
御殿場市中心部の区間は交通量が多いが、県境の長尾峠付近の区間は乙女峠経由の国道138号の新道（元の乙女道路有料区間）が峠越えのメインルートになっていることから、通過する車両は少ない。富士山の眺望がよいので、時おり観光客が訪れる。

### 路線データ
- 起点：静岡県御殿場市茱萸沢
- 終点：神奈川県足柄下郡箱根町仙石原
- 路線延長：18.1km[要出典]
  - 静岡県区間：14.8km
  - 神奈川県区間：3.3km
- Google マップ

## 沿革

### 国道として
- 1910年（明治43年）9月30日 - 国道58号（東京ヨリ靜岡縣ニ達スル別路線）として国道に指定[1]。
- 1912年（明治45年）1月 - 長尾峠に、長尾隧道が開通。
- 1920年（大正9年）4月1日 - 国道認定から外れる[2]。
- 1920年（大正9年）12月25日 - 国道特2号（神奈川縣足柄下郡温泉村ヨリ靜岡縣富士郡今泉村ニ達スル路線）となる[3]。
- 1952年（昭和27年）12月5日 - 国道特2号が廃止される[4]。
- 1953年（昭和28年）5月18日 - 新道路法（昭和27年法律第180号）により二級国道138号富士吉田小田原線（山梨県富士吉田市 - 神奈川県足柄下郡温泉村）として指定[5]。
この間に、乙女道路と並行する部分が、国道指定から外れる。
- 1994年（平成6年）4月1日 - 御殿場バイパスに並行する部分が、国道指定から外れる[6]。

### 静岡県道として
- 1920年（大正9年）4月1日 - 御殿塲湯本線（駿東郡御殿場町萩原 - 同郡富士岡村長尾峠県境）として静岡県道に指定[7]。
この間に、静岡県道393号深沢仙石原線となる。
- 1994年（平成6年）4月1日 - 静岡県道401号御殿場箱根線として静岡県道に指定[8]。
- 2007年（平成19年）9月6日 - 長尾峠から御殿場側の区間が台風9号の影響で通行止めとなり、2007年12月まで通行止めが続いた。

### 神奈川県道として
- 1920年（大正9年）4月1日 - 箱根御殿場線（足柄下郡箱根村 - 足柄下郡仙石原村県境）として神奈川県道に指定[9]。
- 1953年（昭和28年）2月10日 - 箱根御殿場線（整理番号93）として神奈川県道に指定[10]。
- 1988年（昭和63年）4月1日 - 神奈川県道深沢仙石原線として神奈川県道に指定[11]。
この間に、神奈川県道736号深沢仙石原線となる。
- 1994年（平成6年）4月1日 - 神奈川県道736号深沢仙石原線廃止[12]。同日付で、神奈川県道736号御殿場箱根線として神奈川県道に指定[13]。
- 2019年（令和元年）10月12日 - 令和元年東日本台風により、国道138号交点から静岡県境（長尾峠）までの全線が通行止。同年12月18日に規制解除[14]。

## 地理

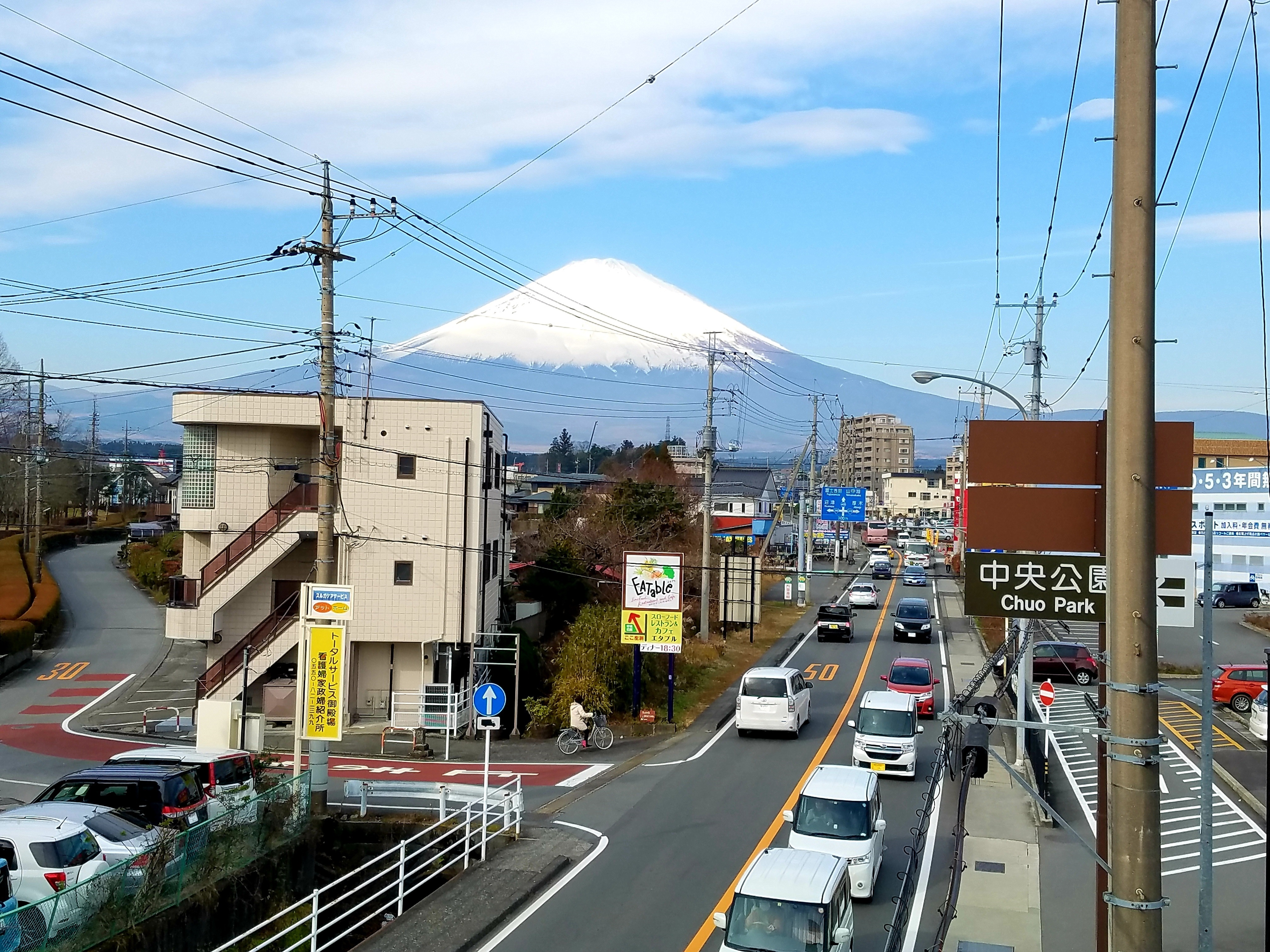
案内標識の先には裾野バイパスとの「ぐみ沢交差点」

### 通過する自治体
- 静岡県
御殿場市
- 神奈川県
足柄下郡箱根町

### 交差する道路
静岡県御殿場市

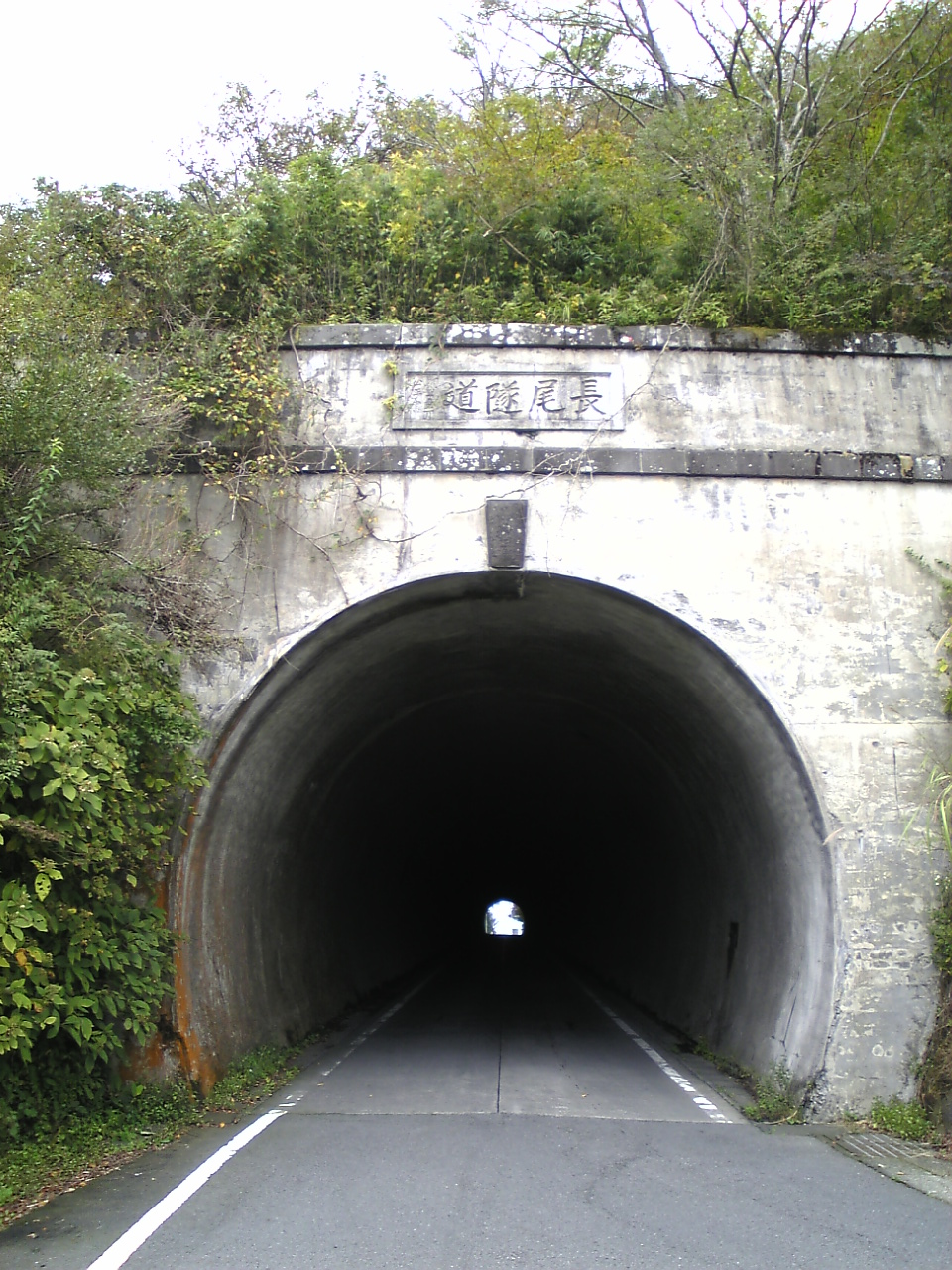
長尾隧道

- 国道138号（御殿場バイパス） - ぐみ沢上交差点
- 国道246号（裾野バイパス） - ぐみ沢交差点
- 静岡県道394号沼津小山線 - 湯沢交差点
- 御殿場線 - 陸橋
- 東名高速道路（御殿場IC） - 東田中交差点
- 東名高速道路 - 陸橋
- 国道138号（御殿場バイパス、乙女道路） - 深沢西交差点
この間、国道138号との重複区間
- 国道138号 - 深沢東交差点
- 箱根スカイライン - 名称なし交差点
- 長尾峠 - 長尾隧道

神奈川県足柄下郡箱根町
- 長尾峠 - 長尾隧道
- 国道138号（乙女道路） - 名称なし交差点

### 峠
- 長尾峠